# Benjamin Stambouli
Benjamin Fernand Lucien François Stambouli (Marselha, 13 de agosto de 1990) é um futebolista francês que atua como volante. Atualmente defende o Metz.
Integrou o Montpellier desde as categorias de base até 2014, quando transferiu-se ao Tottenham Hotspur. Após uma temporada na Inglaterra, foi contratado pelo Paris Saint-Germain, em julho de 2015, por 6 milhões de libras esterlinas.

## Títulos
Montpellier
- Ligue 1: 2011–12

Paris Saint-Germain
- Supercopa da França: 2015, 2016
- Ligue 1: 2015–16
- Copa da Liga Francesa: 2015–16
- Copa da França: 2015–16